# ネバーエンディング・ストーリー / オリジナル・サウンドトラック
『ネバーエンディング・ストーリー / オリジナル・サウンドトラック』（原題：THE NEVERENDING STORY Original Motion Picture Soundtrack）は、1984年に劇場公開された映画『ネバーエンディング・ストーリー』のサウンドトラック。

## 解説
1984年の劇場公開映画『ネバーエンディング・ストーリー』サウンドトラック。サウンド制作にはドイツのテナー・サクソフォーン奏者であり、作曲家としても名を馳せたクラウス・ドルディンガーと、イタリアの音楽プロデューサーであるジョルジオ・モロダーが参加しており、A面にはモロダー、B面にはドルディンガーの作品がそれぞれ収録されている。
映画版主題歌として使用された「ネバーエンディング・ストーリーのテーマ」が収録されているが、この曲はリミックスが多くなっており、本作品に収録されているのは映画内で使用されているバージョンとは異なっている。サビの最後のリフレインが省略されている、2番の間奏がロングに変更されている、など『ネバーエンディング・ストーリー 第2章』のジョー・ミルナー・バージョンで曲の構成がようやく完成されるまでの試行錯誤のような内容である。また、録音の方もトリミングで仕上げたのかサビのみ音を高くするなどツギハギで調整したような曲に仕上がった。
レコードのシングルカット版には、映画と同一ではないが忠実なバージョンが収録されている。また、歌手名としてリマールのみクレジットされているが、女性のパートは英語版はベス・アンダーソン、フランス語版はアン・カルヴェールが歌唱している。またミュージックビデオでは女性のパートをマンディ・ニュートンが口パクで演じている。
後年のリマールのライブでは女性とのデュエットなしのソロで歌うこともあり、その場合サビ最後の「oh」の部分のコーラスが発音できず、発音しやすい息継ぎの多いアレンジを加えまったくの別物になっている。また、再結成時のカジャグーグーのライブでこの曲を歌唱する際は女性のパートをベース担当のニック・ベッグスが歌唱している。
15曲目に収録されている「喜びの飛行」は、新春に放送されるテレビ番組『新春スポーツスペシャル箱根駅伝』（1987年 - 2008年、日本テレビ系列。2009年より「Runner of the Spirit」に変更された）のテーマ曲として使用された。同番組では、2008年のエンディングで「バスチアンの飛行」も使用している（例年使用された「I Must Go!」に著作権上の問題があり、その穴埋めとして用いられた。「喜びの飛行」ではエンディング尺に対して不十分な演奏時間であった）。また、KBCニュースプラザ（1984年頃、九州朝日放送）のオープニング曲、ユア・スクリーン・ミュージック（FM FUKUOKA）のテーマ曲としても使用された。

## 収録曲
| #  | タイトル                                                           | 作詞                                     | 作曲                 | ボーカル | 時間 |
| -- | ------------------------------------------------------------------ | ---------------------------------------- | -------------------- | -------- | ---- |
| 1. | 「ネバーエンディング・ストーリーのテーマ」(The Never Ending Story) | ジョルジオ・モロダー、キース・フォーシー | ジョルジオ・モロダー | リマール | 3:34 |
| 2. | 「深い悲しみ」(Swamps of Sadness)                                  |                                          | ジョルジオ・モロダー |          | 1:55 |
| 3. | 「象牙の塔」(Ivory Tower)                                          |                                          | ジョルジオ・モロダー |          | 3:08 |
| 4. | 「無の侵蝕」(Ruined Landscape)                                     |                                          | ジョルジオ・モロダー |          | 3:01 |
| 5. | 「白い竜ファルコン」(Sleepy Dragon)                                |                                          | ジョルジオ・モロダー |          | 3:56 |

| #   | タイトル                                             | 作詞 | 作曲                     | ボーカル | 時間 |
| --- | ---------------------------------------------------- | ---- | ------------------------ | -------- | ---- |
| 6.  | 「バスチアンの飛行」(Bastian's Happy Flight)         |      | クラウス・ドルディンガー |          | 3:15 |
| 7.  | 「ファンタージェン」(Fantasia)                       |      | クラウス・ドルディンガー |          | 0:54 |
| 8.  | 「アトレイユの旅」(Atreju's Quest)                   |      | クラウス・ドルディンガー |          | 2:49 |
| 9.  | 「悲しみのテーマ」(Theme of Sadness)                 |      | クラウス・ドルディンガー |          | 2:40 |
| 10. | 「ファルコンとの出会い」(Atreju Meets Falkor)        |      | クラウス・ドルディンガー |          | 2:30 |
| 11. | 「鍵の門／南のお告げ所」(Mirrorgate-Southern Oracle) |      | クラウス・ドルディンガー |          | 3:08 |
| 12. | 「人狼グモルク」(Gmork)                              |      | クラウス・ドルディンガー |          | 0:27 |
| 13. | 「ムーンチャイルド」(Moonchild)                      |      | クラウス・ドルディンガー |          | 1:21 |
| 14. | 「オーリン」(The Auryn)                              |      | クラウス・ドルディンガー |          | 2:17 |
| 15. | 「喜びの飛行」(Happy Flight)                         |      | クラウス・ドルディンガー |          | 1:22 |

## 主なリリース履歴
| No. | 日付          | レーベル    | 規格  | 規格品番             | 最高順位 | 備考 |
| --- | ------------- | ----------- | ----- | -------------------- | -------- | ---- |
| 1   | 1984年        | EMI         | LP CD | EJ 2402221 CP32-5059 | -        |      |
| 2   | 1991年        | 東芝EMI     | CD    | TOCP-6699            | -        |      |
| 3   | 1992年        | EMIアメリカ | CD    | CDP 7 92708 2        | -        |      |
| 4   | 1995年5月31日 | 東芝EMI     | CD    | TOCP-3039            | -        |      |